# Rezolucja Rady Bezpieczeństwa ONZ nr 124
Rezolucja Rady Bezpieczeństwa ONZ nr 124 została przyjęta jednomyślnie 7 marca 1957 r.
Po przeanalizowaniu wniosku Ghany o członkostwo w Organizacji Narodów Zjednoczonych, Rada zaleciła Zgromadzeniu Ogólnemu przyjęcie tego państwa do swojego grona.

## Źródło
- UNSCR - Resolution 124